# Iga Football Club Kunoichi
O Iga Football Club Kunoichi é um clube de futebol feminino japonês, sediado em Mie, Japão. A equipe compete na L. League

## História
O clube foi fundado em 1976, sendo um dos pioneiros do futebol feminino do país.